# Micheline Bardin
Micheline Bardin-Levin (Parigi, 16 agosto 1920 – Minocqua, 16 febbraio 2014) è stata una ballerina e cantante francese naturalizzata statunitense. Fu prima ballerina del balletto dell'Opéra di Parigi dal 1948 al 1957.

## Biografia
Micheline Bardin nacque a Parigi nel 1920 e nel 1928 fu ammessa alla scuola di danza dell'Opéra di Parigi, dove fu allieva di Carlotta Zambelli. Nel 1936 cominciò a danzare nel corps de ballet dell'Opéra di Parigi, di cui divenne danseuse étoile nel 1948.
Dopo aver dato il suo addio alle scene nel 1957, si trasferì in Canada, dove fu presentatrice di un programma televisivo quebecchese chiamato Micheline e lavorò anche per la radio canadese. Negli anni 1960 pubblicò due album di canzoni francesi per RCA Victor e His Master's Voice.
Fu sposata con lo statunitense Sherman Levin dal 1980 alla morte dell'uomo nel 1994 e morì nella sua casa nel Wyoming nel 2014 all'età di 93 anni.

## Discografia

### Singoli
- Prends Le Bouquet / Si Ton Amour Est Là (1965)

### Album
- Songs For The French Class (1962)
- Micheline (1965)